# Joeratsenboezem
De Joeratsenboezem (Russisch: Юрацкая губа; Joeratskaja goeba) is een baai van de Karazee in het Hoge Noorden van West-Siberië, in het noorden van het district Tazovski van de Russische autonome okroeg Jamalië. Het schiereiland bevindt zich tussen twee uitlopers van het schiereiland Gyda; het schiereiland Mamonta aan zuidwestzijde en het naamloze noordoostelijke deel van Gyda in het noordoosten. De Joeratsenboezem wordt omringd door laaggelegen geleidelijk oplopende toendrakusten, die op plekken sterk moerassig zijn en onderdeel vormen van het natuurreservaat zapovednik Gydanski. De boezem is vernoemd naar de sprekers van het Joeratsisch (Joeratsen), een in de 19e eeuw uitgestorven taal, verwant met het Nenets en Enets.
De boezem is ongeveer 45 kilometer lang en 33 kilometer breed op haar breedste punt aan de monding die zich bevindt tussen Kaap Minin aan zuidwestzijde (Mamonta) en Kaap Pajsalja (schiereiland Oleni; aan noordwestzijde van de naamloze oostelijke uitloper van het schiereiland Gyda) aan noordoostzijde. De boezem is erg ondiep en kent een duidelijke getijdenbeweging. Het is een min of meer rondvormige baai ten noordoosten van de Gydaboezem, tussen de estuaria van de machtige Siberische rivieren Ob (Obboezem) en de Jenisej (Golf van Jenisej). Ten noorden van de Joeratsenboezem liggen het grote eiland Oleni, het kleine eilandje Rovny en de kleine Proklatnye-eilanden.
Een tiental rivieren mondt uit op de boezem, waarvan de Jesjajacha en de Joenjacha de grootste zijn. Het grootste deel van het jaar is de boezem bevroren. Ten noordoosten van de monding ligt het vissersplaatsje Matjoej-Sale.